# Microptecticus ambiguus
Microptecticus ambiguus är en tvåvingeart som beskrevs av Lindner 1966. Microptecticus ambiguus ingår i släktet Microptecticus och familjen vapenflugor.
Artens utbredningsområde är Madagaskar. Inga underarter finns listade i Catalogue of Life.